# Кревсер ан Ож
Кревсер ан Ож (фр. Crèvecoeur-en-Auge) насеље је и општина у северној Француској у региону Доња Нормандија, у департману Калвадос која припада префектури Лисје.
По подацима из 2011. године у општини је живело 515 становника, а густина насељености је износила 239,53 становника/km². Општина се простире на површини од 2,15 km². Налази се на средњој надморској висини од 22 m метара (максималној 143 m, а минималној 14 m m).

## Демографија
| 1962. | 1968. | 1975. | 1982. | 1990. | 1999. | 2011. |
| ----- | ----- | ----- | ----- | ----- | ----- | ----- |
| 526   | 537   | 489   | 515   | 554   | 502   | 515   |

График промене броја становника у току последњих година